# Crkva sv. Franje Asiškog u Metkoviću
Crkva sv. Franje Asiškog rimokatolička je crkva koja se nalazi u župi sv. Ilije u Metkoviću, na lijevoj strani rijeke Neretve, u četvrti Klada.
Župa sv. Ilije uspostavljena je 31. ožujka 1719. godine, a nalazi se na području grada Metkovića, na lijevoj strani rijeke Neretve. Porastom stanovništva u Metkoviću krajem 70-tih godina 20. stoljeća i posebice širenjem grada na predjelu Klade postojeća župna crkva sv. Ilije postala je nedostatna i nametnula se potreba izgradnje nove crkve. Temeljni kamen za novu crkvu posvećenu svetom Franji Asiškom postavio je i blagoslovio nadbiskup splitsko-makarski dr. Frane Franić.
Moderna betonska crkva sv. Franje Asiškoga na Kladi građena je od 1979. do 1982. godine prema nacrtu ing. Vinka Galića iz Mostara. Blagoslovljena je 22. kolovoza 1982. godine. Godine 1994. uređen je crkveni okoliš prema nacrtu ing. Marka Milasa. Godine 1995. nabavljene u nove klupe, 1999. elektrificirana su zvona i stavljen novi razglas, a 2003. uređen je prostor ispred crkve. Godine 2005. izvršena temeljita rekonstrukcija i obnova krova, a 2006. obnovljena je i unutrašnjost crkve.

## Umjetnička djela u crkvi
- Gospin kip, rad Josipa Marinovića;
- Kip sv. Franje Asiškog, rad akademskog kipara Krune Bošnjaka;
- Postaje Isusovog križnog puta, rad akademskog slikara Vatroslava Kuliša;
- Triptih iza oltara s likovima uskrslog Krista, sv. Nikole Tavelića i sv. Leopolda Mandića izradio je akademski slikar fra Ante Branko Periša.
- Vitraji su rad akademskog slikara Jeronima Tišljara.

## Vanjske poveznice
- Službene mrežne stranice Župe sv. Ilije u Metkoviću  Arhivirana inačica izvorne stranice od 18. prosinca 2014. (Wayback Machine)